# Ernst Christian Gottlieb Reinhold
Ernst Christian Gottlieb Jens Reinhold (født 18. oktober 1793 i Jena, død 17. september 1855 sammesteds) var en tysk filosof. Han var søn af Carl Leonhard Reinhold. 
Reinhold, der var professor i Jena har videre søgt at udvikle faderens lære og blandt andet udgivet Carl Leonhard Reinholds Leben und litterarisches Wirken (Jena 1825).